# Hans Kastler

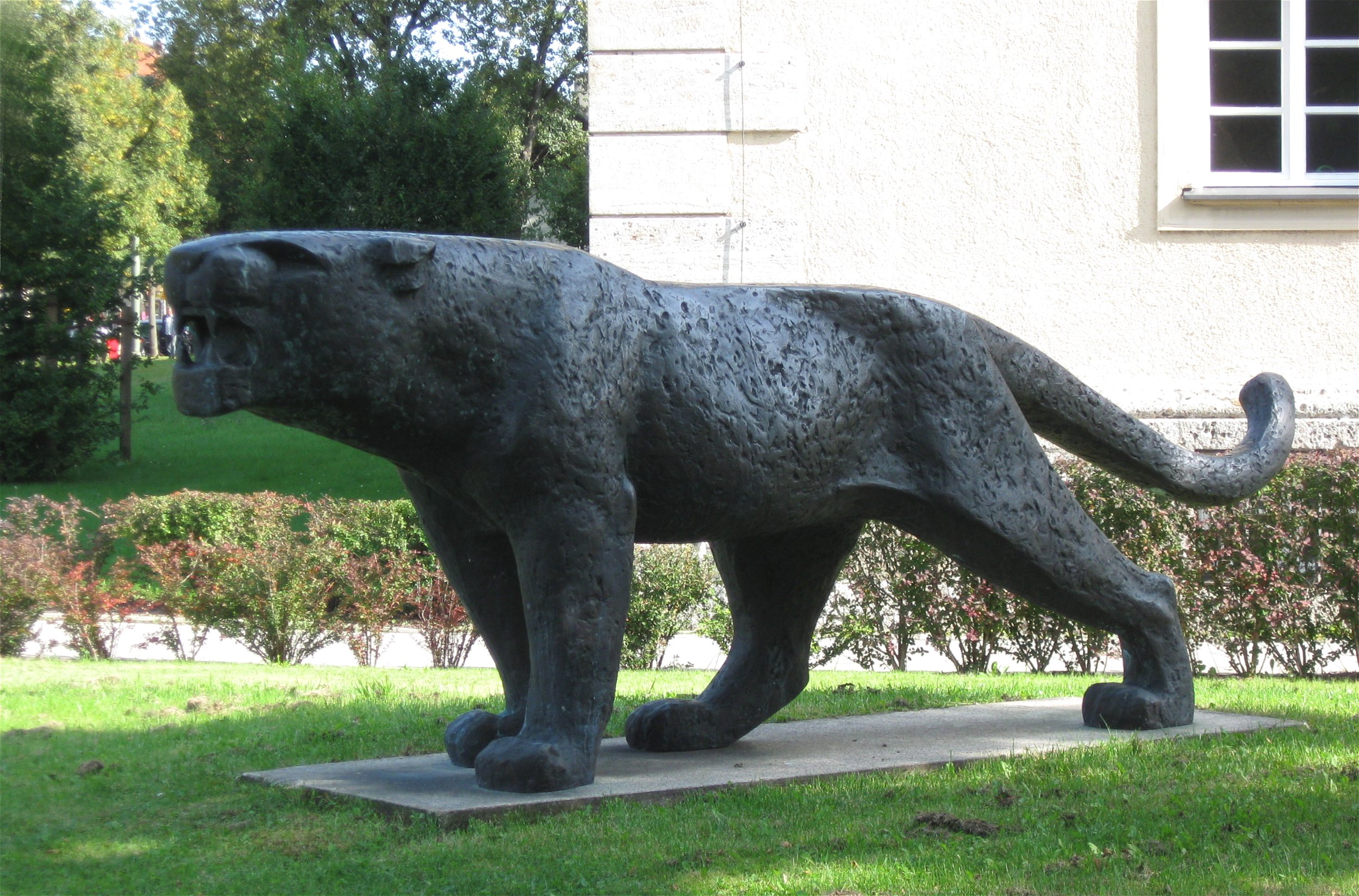
Panther, Rosenheimer Straße/St.-Martin-Straße, München

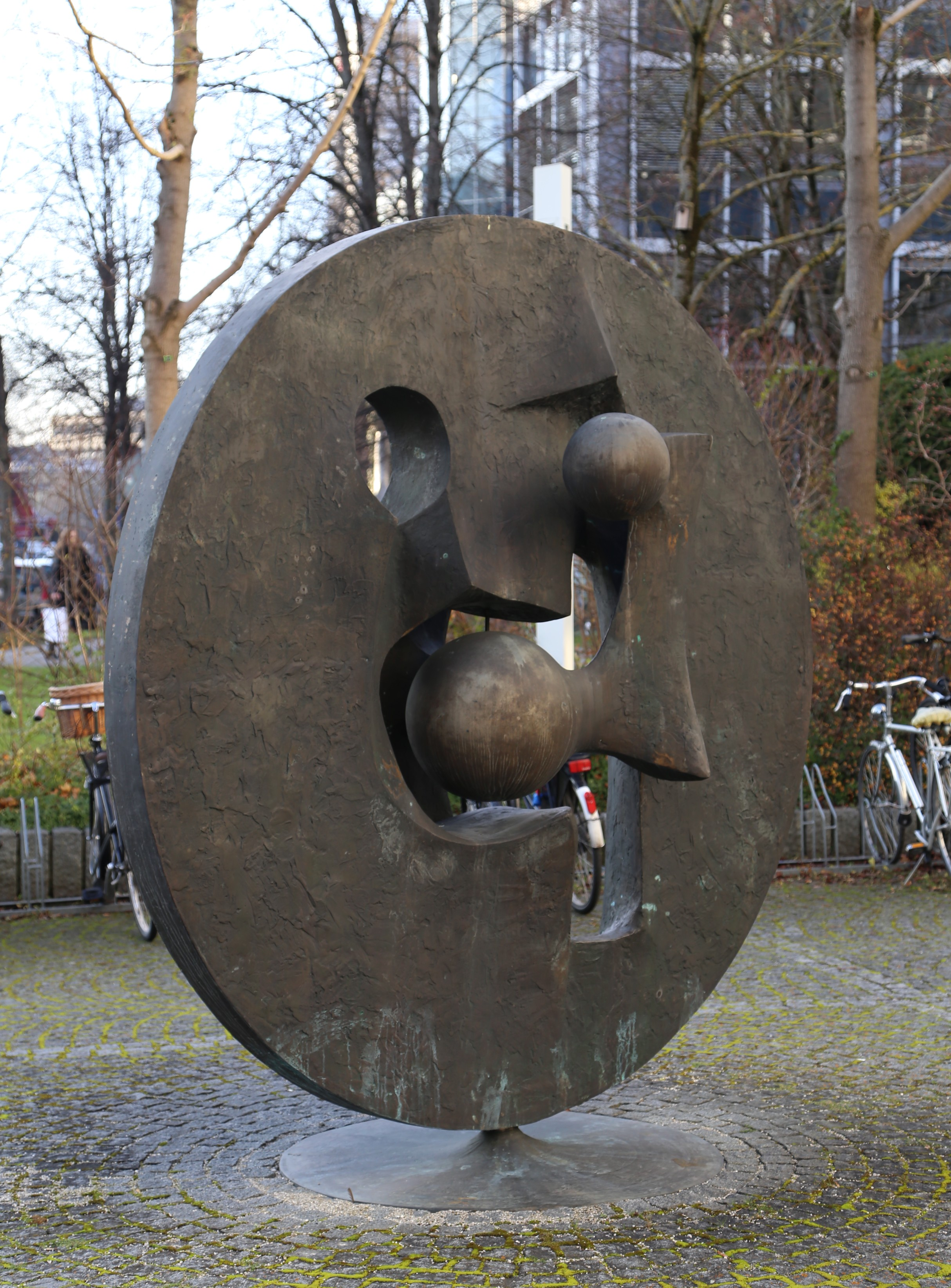
Rad des Lebens, 1989, Arabellapark, München

Hans Kastler (* 2. Juli 1931 in Klam, Oberösterreich; † 26. August 2016 in Benediktbeuern) war ein österreichischer Bildhauer.
Kastler studierte zwischen 1946 und 1949 an der Bundesfachschule Hallein bei Hans Baier und von 1951 bis 1954 bei Fritz Behn. Seit 1955 war er als freischaffender Bildhauer tätig. Er lebte in Happerg bei Bad Tölz, seit einem Schlaganfall im Jahr 2014 in einem Seniorenheim in Benediktbeuern. 2009 richtete er einen 19 Werke umfassenden Skulpturenpark an seinem ehemaligen Wohnhaus in Happerg ein, dessen Pflege die Gemeinde Eurasburg bis zum Jahr 2115 zugesichert hat.

## Ausstellungen
- 1958: Berufsverband Bildender Künstler, München
- 1958: Galerie Wisnet, München
- 1958: Galerie Stenzel, München
- 1959: Kollektiv-Ausstellung Freunde der Bildenden Kunst, München
- 1961: Galerie Obpacher, München
- 1965: Gallery a Taos, New Mexico
- 1965: New Mexico, Fiesta Biennal, Texas
- 1965: Gallery Apple Tree, Fort Collins, Colorado
- 1966: Gallery la boetie, New York
- 1981: Goethe-Institut, Sri Lanka
- Jährliche Ausstellungen im Haus der Kunst, München

## Ehrungen
- 1959: Förderungspreis der „Freunde der bildenden Kunst“, München
- 1964/1965: Wurlitzer Stipendium, New Mexico
- 1975: Junior Preis „Kunst und Architektur“ für die Plastik an der Oberschleißheimer Ruderregatta-Anlage für die XX. Olympischen Sommerspiele 1972 in München
- 1994: Kulturpreis der Stadt Wolfratshausen
- 2004: Bundesverdienstkreuz am Bande